# Tolfa
Tolfa je italijansko mesto z okoli 5000 prebivalci v deželi Lacij, sedež istoimenske občine, ki je od 1. januarja 2015 ena od obrobnih občin metropolitanskega območja mesta Rim.
Naselje se nahaja v središču gorovja Monti della Tolfa, skupine ugaslih ognjenikov med Civitavecchio in Braccianskim jezerom.

## Zgodovina
Po obdobju razpada rimskega cesarstva, (artefakti iz cesarske dobe so lokalno dokaj dobro zastopani), je na voljo zelo malo verodostojnih zgodovinskih podatkov, vse do prve znane pisne omembe naselja Tolfa (v dokumentu, ki ga vsebuje Margarita Cornetana, z datumom 13. marec 1201). V začetku 13. stoletja je bila Tolfa, po teritorialni ureditvi dediščine sv. Petra, ki jo je izdelal papež Inocenc II., prevzeta v Papeško državo in podeljena v fevd najprej rodbini Capocci, zatem pa rimskima plemičema Ludovicu in Pietru Frangipaniju, ki sta dala zgraditi mestno obzidje. 
Pomen Tolfe se je povečal zaradi odkritja velikih nahajališč alunita in galuna leta 1461, zaradi česar je sveti sedež po nekaj spopadih s Frangipani prevzel neposreden nadzor nad mestom. Galun je bil tedaj bistven aditiv v tekstilni industriji, ki je bila osrednjega pomena za poznosrednjeveško gospodarstvo. Poprej so galun vozili z vzhoda, po poteh, ki so jih nadzorovali Osmanski Turki in  Benečani,  ki so imeli pri trgovanju velik dobiček. S tem odkritjem so monopol nad galunom prevzeli papeži, ki so imeli oblast v Tolfi. Papež Pij II. je njegovo distribucijo poveril Medičejcem. Možnost, da bi iz zaslužka pri galunu financirali križarske vojne proti Osmanom, kar je odobril papež Pij II. na koncilu v Mantovi (1459), pa od leta 1472 ni bila več aktualna. Kasneje je monopol nad pridobivanjem galuna v Tolfi prešel kot papeško darilo na Agostina Chigija.
Leta 1530 je papež Klemen VII. podelil Tolfi status občine, ki je kmalu prerasla svoje srednjeveško obzidje. V bližini rudnika je bila zgrajeno delavsko naselje Allumiere, ki je leta 1826 postalo sedež lastne občine.

## Glavne znamenitosti
- Ostanki obzidja in gradu Frangipanov (Rocca di Tolfa), ki so ga francoske čete uničile leta 1799, ko se je mesto uprlo kratkotrajni Rimski republiki (1798–1799).
- Mestna hiša z zbirko etruščanskih in rimskih artefaktov, odkritih v bližini
- Župnijska cerkev Sant'Egidio Abate
- Avguštinski samostan (začetek 16. stoletja), v katerem sta sedaj občinska knjižnica in lokalni muzej.
- Kapucinski samostan (1621).
- Grad Rota

## V popularni kulturi
V televizijski seriji Medičejci: Mojstri Firenc je grad Rota oboje vojaško taborišče Francesca Sforze in vas, kjer Lorenzo najde plačanca Ferzettija.

## Pobratena mesta
- Dingle, Irska
- Għajnsielem, Malta
- Salobreña, Španija
- Slovenske Konjice, Slovenija